# لودوفيك جيولي
لودوفيك جيولي (بالفرنسية: Ludovic Giuly) ولد (10 يوليو 1976 في ليون) لاعب كرة قدم فرنسي يلعب حاليا في نادي الدرجة الأولى نادي لوريان في مركز الجناح الأيمن .

## المسيرة الرياضية مع الأندية
بعدما بدأ مسيرته الرياضية في نادي ليون سنة 1994 إلا أنه قرر الموافقة على الانتقال إلى نادي موناكو في يناير 1998 . ساهم جيولي بشكل كبير في تأهل فريق موناكو إلى المباراة النهائية لبطولة دوري أبطال أوروبا موسم 2003-2004 ولن الفريق خسر من نادي بورتو البرتغالي 0-3 .
وافق نادي برشلونة الإسباني على دفع 7 ملايين يورو لنادي موناكو مقابل التخلي عن جيولي في 28 يونيو 2004 وتم التوقيع على عقد يمتد إلى صيف 2008 . ساعد جيولي فريقه في تحقيق بطولة دوري الدرجة الأولى موسم 2004-2005 . واحتل المركز الثاني ضمن قائمة هدافي الفريق برصيد 11 هدف. على الرغم من معاناته في ذلك الموسم من عدة إصابات إلا أنه استطاع أن يكون جدارته. في موسم 2005-2006 ساهم في تحقيق لقب بطولة الدوري للموسم الثاني على التوالي وأيضا الحصول على ثاني بطولة دوري أبطال أوروبا في تاريخ النادي. وكان جيولي العامل الرئيسي في هذا الإنجاز بسبب تحقيقه هدف الفوز في مرمى فريق إيه سي ميلان الإيطالي في الدور النصف النهائي. في موسم 2006-2007 بقي جيولي لاعبا مهما بالفريق على الرغم من تصعيد الأرجنتيني ليونيل ميسي من فريق الشباب.
في 17 يوليو 2007 وقع جيولي لمصلحة نادي روما الإيطالي مقابل 4.5 مليون يورو على أن يحصل على راتب سنوي يبلغ 1.8 مليون يورو. على الرغم من مشاركته بديلا في أغلب مباريات موسمه الأول إلا أنه استطاع أن يكون خامس هدافي الفريق.
في 18 يوليو 2008 انتقل إلى نادي باريس سان جيرمان الفرنسي مقابل 2.5 مليون يورو على أن يحصل على راتب شهري يبلغ 300 ألف يورو.

## المسيرة الرياضية مع المنتخبات
على الرغم من أن جيولي كان عضوا في منتخب فرنسا إلا أنه تم استبعاده من المشاركة في يورو 2004 بسبب إصابته في الرجل أثناء المباراة النهائية لبطولة دوري أبطال أوروبا.
مجددا لم يتم اختيار جيولي للمشاركة في بطولة كأس العالم 2006 التي أقيمت في ألمانيا حيث فضل مدرب منتخب فرنسا ريموند دومينيك لاعب فريق مرسيليا الشاب فرانك ريبيري عليه. نتيجة لذلك قرر جيولي أخذ إجازته السنوية مبكرا وتوجه نحو مدينة دبي الإماراتية وجزيرة كيش الإيرانية . في ذلك الوقت تعرض جبريل سيسي للإصابة أثناء مباراة منتخب بلاده الودية أمام منتخب الصين وبسبب سفر جيولي وعدم تواجده فقد قرر دومينيك استدعاء سيدني غوفو مكانه. بعد نهاية البطولة صرح دومينيك أنه لا يوجد مكان لجيولي مستقبلا. هذا التصريح جعل مشجعي منتخب فرنسا ونادي برشلونة ينزعجون من قرار دومينيك.

## روابط خارجية
- لودوفيك جيولي على موقع الاتحاد الدولي (مؤرشف)  (الإنجليزية)
- لودوفيك جيولي على موقع الاتحاد الأوربي (الإنجليزية)
- لودوفيك جيولي على موقع رابطة كرة القدم الفرنسية للمحترفين (الإنجليزية)
- لودوفيك جيولي على موقع قاعدة بيانات كرة القدم.إي يو (الإنجليزية)
- لودوفيك جيولي على موقع بيانات كرة القدم. دي إي (الألمانية)
- لودوفيك جيولي على موقع ليكيب (الفرنسية)
- لودوفيك جيولي على موقع ناشيونال فوتبول تيمز (الإنجليزية)
- لودوفيك جيولي على موقع Soccerway.com (الإنجليزية)
- لودوفيك جيولي على موقع عالم كرة القدم.نت (الإنجليزية)
- لودوفيك جيولي على موقع كووورة